# 椎の実弾

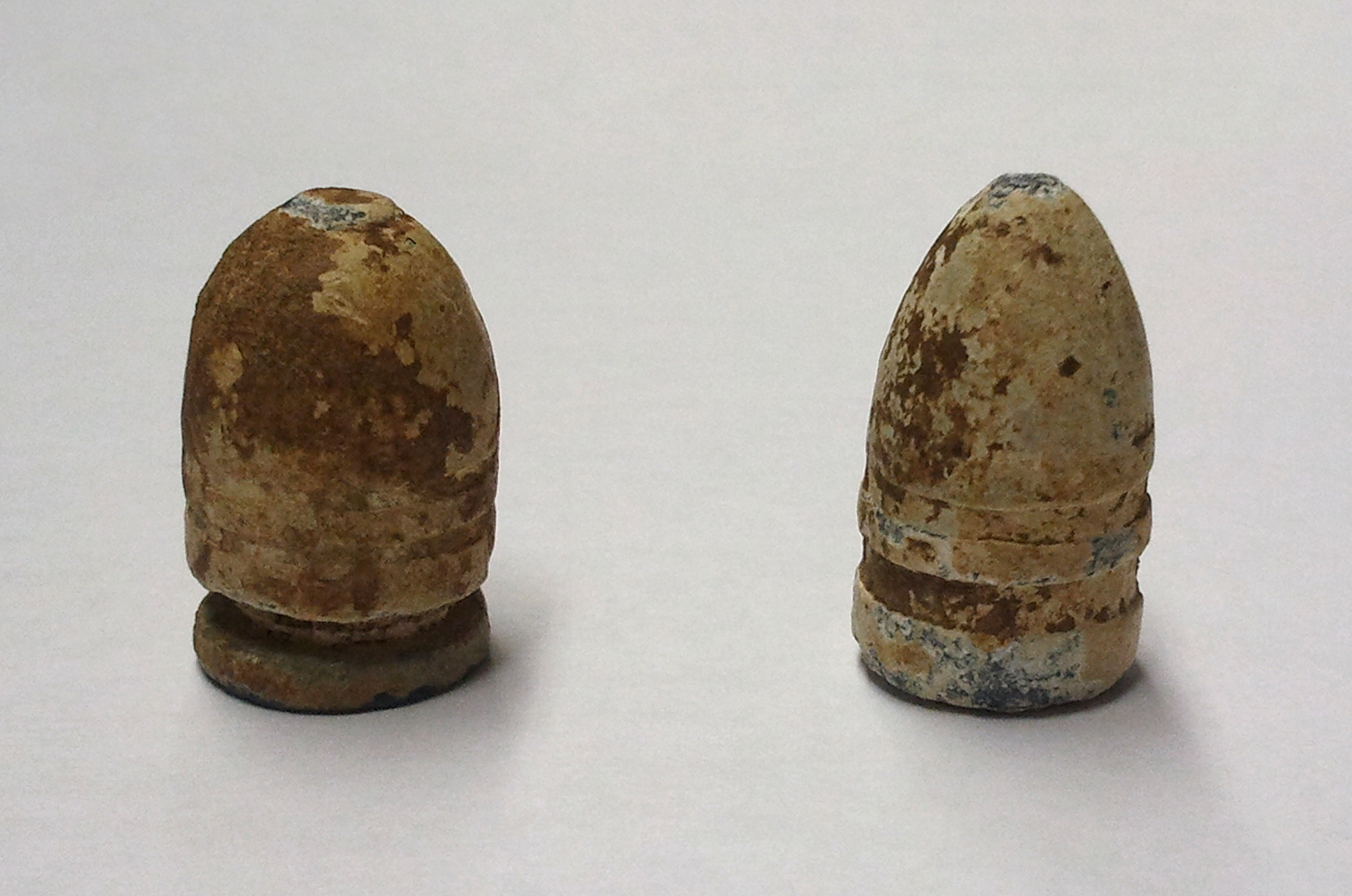
南北戦争で使われた椎の実弾

椎の実弾/椎実弾（しいのみだま）、または円柱円錐弾（えんちゅうえんすいだん 英語: Cylindro-conoidal bullet）は、イギリス陸軍第34連隊のジョン・ノートン大尉が1823年に発明した弾丸で、その形状はシイの実に似ている。
弾丸底部は中空になっており、発砲時のガス圧によって径方向に拡大し、内腔との隙間が無くなる仕様であった。このアイデアはノートンが南インド勤務の際に、現地人の吹き矢に触発されたものである。吹き矢の末端側（風受け）の素材は柔軟性のある植物の髄を用いて、吹き筒に息を吹き込むと吹き矢の風受けが広がって吹き筒内面と接触し、空気漏れを減らす効果があった。
ガンスミスであったウィリアム・グリーナー（ロンドン）は1836年にノートンの方式を改良し、底部の中空部に木製のプラグをはめ込んだ。どちらもイギリス軍需省に採用されることはなかったが、このアイデアを取り入れたのはフランスである。1849年にクロード＝エティエンヌ・ミニエー（Claude-Étienne Minié）がグリーナーのアイデアを取り入れて、ミニエー弾を開発した。

## 日本への導入
武雄市歴史資料館では藩政時代に集められて伝世した蘭学の資料を活用し、2013年（平成25年）に企画展「武雄鍋島の蘭学」を開き、武雄鍋島家が日本の近代化に果たした役割を考察した。蘭学を導入して西洋砲術に取り組んだ先進地であり、やがて佐賀の鍋島藩に波及する経緯を紹介し、展示資料にアメリカのシャープス社製銃弾（19世紀後半）があり、鉛の弾頭に布製の薬莢を備えている（武雄鍋島家資料、武雄市蔵）。
九州国立博物館は同じ年に武雄市教育委員会の研究成果により「江戸のサイエンス」展を催し、武雄市図書館・歴史資料館が収蔵する武雄鍋島家資料から蘭学に関するものを展示した。
従来は新政府軍が西南戦争（1877年）で使用した銃弾の鉛鉱石はどこのものかわからないとされていた。2021年に日本の研究チームは銃弾の鉛同位体の比率を分析し、幕末から明治維新の時期に使われて各地で出土した銃弾から鉛鉱石の産地特定を試みた。洋式銃の銃弾のうち日本産の鉱石を用いた国産のものはおよそ半数を占めたという成果が得られた。

## 参考資料
本文の典拠。主な執筆者、編者の順。
- 九州国立博物館、武雄市教育委員会 編『江戸のサイエンス : 武雄蘭学の軌跡』九州国立博物館、太宰府、2013年4月。国立国会図書館書誌ID:025542496、全国書誌番号:22449347。共同刊行: 武雄市教育委員会。会期：2013年（平成25年）4月16日–7月7日。会場：九州国立博物館文化交流展示室。

洋書（アルファベット順）
- Aizawa, Masataka; Mizota, Chitoshi; Hosono, Takahiro; Shinjo, Ryuichi; Furukawa, Yuki; Nobori, Yoshihiro (2022-02-01). “Lead isotopic characteristics of gun bullets prevailed during the 19th century in Japan: Constraints on the provenance of lead source from the United Kingdom and Japan”. Journal of Archaeological Science: Reports 41:  103-268. doi:10.1016/j.jasrep.2021.103268. ISSN 2352-409X.「19世紀日本で流通していた銃弾の鉛同位体比：イギリスおよび日本を起源とする鉛の来歴の検討」執筆者一覧：相澤正隆（琉球大学理工学研究科）、溝田智俊（岩手大学名誉教授）細野高啓（熊本大学）、新城竜一（琉球大学理学部および総合地球環境学研究所）、古川祐貴（長崎県対馬歴史民俗資料館）、野堀嘉裕（山形大学名誉教授）
- Fuller, J.F.C. (John Frederick Charles) (1992-03-22). The Conduct Of War, 1789-1961: A Study Of The Impact Of The French, Industrial, And Russian Revolutions On War And Its Conduct (再版 ed.). Da Capo Press ISBN 978-0306804670
  - 初版は国立国会図書館書誌ID:000006190823（New Brunswick, N.J.：Rutgers University Press、1961年）
- O'Connell, Robert L (April 19, 1990). Of Arms and Men: A History of War, Weapons, and Aggression. USA: Oxford University Press ISBN 978-0195053609。

### 関連資料
脚注に使用していない資料。発行年順。
- 『工業雑誌』第29号（通号397）（工業雑誌社、1908-10）国立国会図書館デジタルコレクション、doi:10.11501/1561482 。
  - 「（前略）銃砲弾ともにその弾形に関する〓究ようやく進むにしたがい尖弾と称する弾型を案出するにいたれり
尖弾とは従来の椎実弾に比し更に長形にして前端は著しく尖り後尾は多少の鈍角を成して中央部よりも円径の小なるものなり（後略）」
- 岩波書店 編『別項 化学 2』（岩波書店〈岩波講座物理学及ビ化学〉、昭和4-5年、1930年）国立国会図書館デジタルコレクション、doi:10.11501/1117937。
  - 「（前略）これを打ち破るために弾丸を椎実型に変形した。この椎実弾を打つには砲身に線條を付して弾丸の慣性に依り尖端を前方にして進行せしめなければ（後略）」
- 第172号（蘭学資料研究会、1965年7月17日）国立国会図書館デジタルコレクション、doi:10.11501/11395206。
  - 「（前略）（亜国※製式ミニー銃用繰出管五百本）尚ミニ一あるいはミネヘル銃は腔機付椎実弾を使用する銃はある時期すべてこの名前で呼ばれたものらしい。便用例 a) 幕府騎兵（後略）」。※＝アメリカ。

「大砲鋳造絵巻」
- 本多美穂「大砲鋳造絵巻」『佐賀県立佐賀城本丸歴史館研究紀要』第1号（佐賀県立佐賀城本丸歴史館、2006年）35-41頁。
  - 合巻、第1-第4巻、国立国会図書館書誌ID:000008516670-i24831841、全国書誌番号:01015268。
- 郡司 健「江戸の大砲つくり考--胝大砲鋳造絵巻と和流大砲鋳造法」『大阪学院大学通信』第39巻第3号（大阪学院大学通信教育部、2008.6）137-190頁。
  - 合巻、第39巻第1号-第4号（2008.4-2008.7）、国立国会図書館書誌ID:000000039654-i7043566。